# Soy peor
"Soy Peor" es una canción del cantante puertorriqueño Bad Bunny. Fue lanzado originalmente el 8 de diciembre de 2016 a través de Rimas Entertainment como sencillo independiente. La canción fue escrita por Bunny y DJ Luian y el primero se encargó de la producción. La canción es acreditada como el establecimiento de Bad Bunny como precursor en la escena del trap latinoamericano y alcanzó el puesto 19 en la lista Hot Latin Songs. Una versión remix de la canción con los Artistas J Balvin, Ozuna y Arcángel fue lanzado el 22 de junio de 2017 y su video musical se lanzó al día siguiente.

## Desempeño comercial
"Soy Peor" en la lista Hot Latin Songs se ubicó en el puesto 19 en la fecha de emisión del 2 de septiembre de 2017  y también se ubicó en el número 48 en España, donde permaneció durante 39 semanas.

## Video musical
El video musical de "Soy Peor" se subió a YouTube el 31 de diciembre de 2016. 

## Historial de lanzamientos
| Región | Fecha                  | Formato          | Versión       | Etiquetas) | Ref.  |
| ------ | ---------------------- | ---------------- | ------------- | ---------- | ----- |
| Varios | 8 de diciembre de 2016 | Descarga digital | Original      | Rimas      | [ 6 ] |
| Varios | 22 de junio de 2017    | Descarga digital | Versión remix | Rimas      | [ 7 ] |